# Felix Oberborbeck

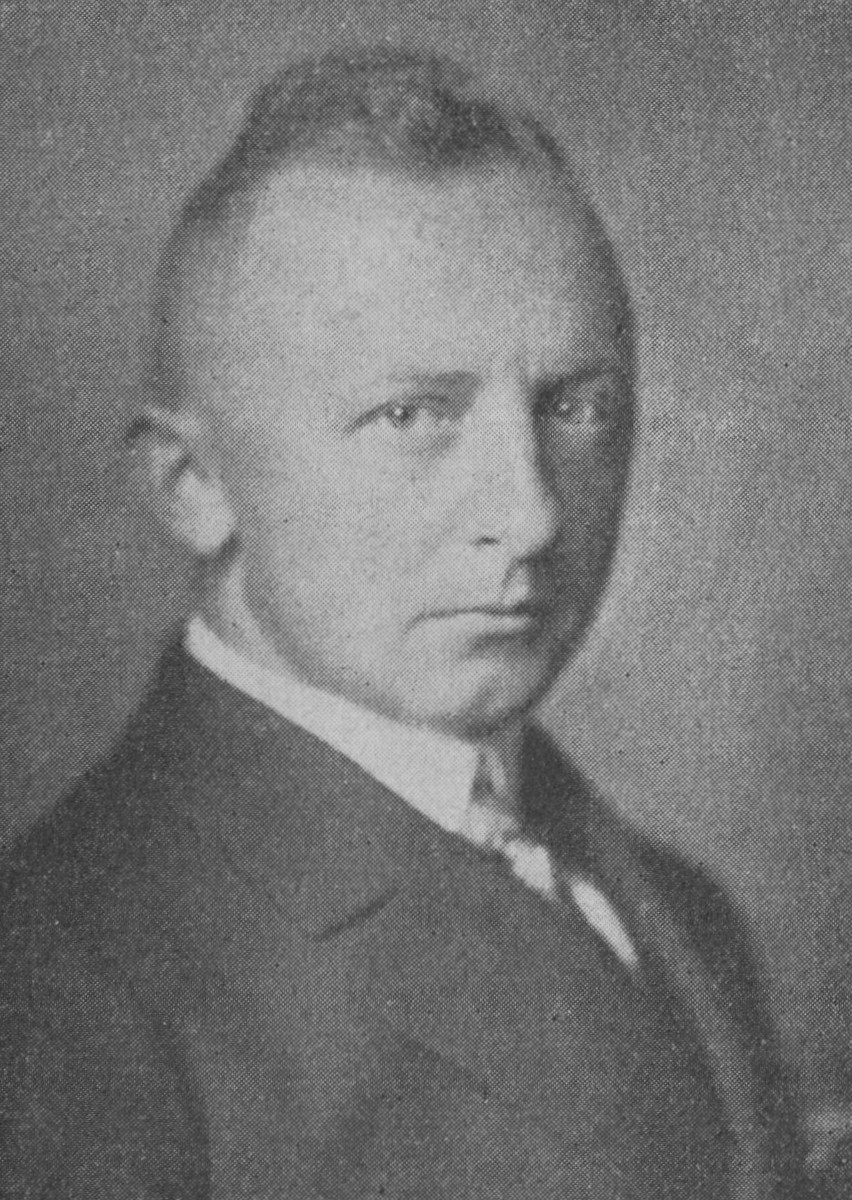
Felix Oberborbeck, um 1928

Felix Oberborbeck (* 1. März 1900 in Essen; † 13. August 1975 in Vechta) war ein deutscher Musikpädagoge, NS-Musikfunktionär, Dirigent und Chorleiter.

## Leben und Werk
Felix Oberborbeck studierte Musikgeschichte zunächst in Münster, dann bei Wilibald Gurlitt in Freiburg im Breisgau, bei Adolf Sandberger in München und Ludwig Schiedermair in Bonn. An letzterem Ort promovierte er 1923 mit einer Arbeit über Christoph Rheineck. Während des Studiums wurde er Mitglied der katholischen Studentenverbindungen KStV Cimbria Münster, KStV Rheno-Palatia Freiburg, KStV Saxonia München und KStV Vandalia Bonn im Kartellverband katholischer deutscher Studentenvereine.
Von 1925 bis 1934 wirkte er als Musikdirektor in Remscheid und Lehrer an der Musikhochschule Köln. Von 1934 bis 1939 war er Direktor der Musikhochschule Weimar und von 1939 bis 1945 an der Hochschule für Musikerziehung Graz. Im Juni 1935 wurde Oberborbeck zum Kreisführer des Deutschen Sängerbundes ernannt. Nach seiner Rückkehr nach Deutschland wirkte er als Dozent und Dirigent an der Pädagogischen Hochschule Vechta. 1962 wurde er dort emeritiert. Felix Oberborbeck leitete von 1952 bis 1959 die Kommission für Musikerziehung der Gesellschaft für Musikforschung.
Felix Oberborbeck veröffentlichte Die Musikpflege in Memmingen (ZfMw V, 1922/1923), Deutsch und Musikerziehung (Leipzig 1930), Neue Musikberufe (Festschrift P. Raabe, Leipzig 1942), Original und Bearbeitung (Festschrift M. Schneider, Leipzig 1955), Grundzüge rheinischer Musikerziehung (Studien zur Musikgeschichte des Rheinlands, Festschrift Ludwig Schiedermair, Köln 1956), Kleiner Chorleiterkurs (Mönchen-Gladbach 1957). Von 1948 bis 1955 gab Felix Oberborbeck die Zeitschrift für Spielmusik heraus. Seitdem wirkte er als Mitherausgeber dieses Organs. Mit Egon Kraus gab er Musik um Goethe (zwei Hefte, Köln 1949) und Musik in der Schule (sieben Bände und ein Beiheft, Wolfenbüttel 1951 bis 1956) heraus. Felix Oberborbeck verfasste zahlreiche Artikel zum deutschen Chormusikwesen.
Felix Oberborbeck wurde im Januar 1953 mit dem Bundesverdienstkreuz am Bande ausgezeichnet. Im niedersächsischen Vechta ist eine Straße nach Oberborbeck benannt.

## Rolle im Nationalsozialismus
Felix Oberborbeck trat zum 1. Mai 1933 in die NSDAP ein (Mitgliedsnummer 2.114.565). Weitere Funktionen zwischen 1934 und 1938: Führer von Chorgau 9 Mitteldeutschland, dann Gau Halle-Merseburg; Musikberater der Reichsmusikerschaft, Reichsmusikkammer für Großthüringen (ab Herbst 1934); Vertrauensmann der Reichsmusikkammer Gau Thüringen (1935); ehrenamtlicher Landesleiter der Reichsmusikkammer Gau XXVI Thüringen; Fachreferent für Musikfragen beim Nationalsozialistischen Lehrerbund, Gau Thüringen (1936–38). Zudem trat Oberborbeck wiederholt als Vortragender oder Dozent im Rahmen von Schulungslagern der Hitlerjugend oder der Reichsmusikkammer auf. Im Zuge seines Entnazifizierungsverfahrens 1948 bestätigte Oberborbeck einige dieser Ämter und Funktionen (Mitgliedschaft Reichsmusikkammer) in einem Fragebogen des Military Government for Germany, etliche verschwieg er jedoch.
Im März 1936 richtet Oberborbeck zusammen u. a. mit Hans Pfitzner, Wilhelm Furtwängler, Fritz Stein, Wilhelm Backhaus und Hermann Blume eine Ergebenheitserklärung an Adolf Hitler. In der Zeitschrift Die Musik-Woche vom 27. März 1936 schrieb Oberborbeck, damals Direktor der Staatlichen Musikhochschule Weimar: „Hätten wir nicht diesen einzigen Führer, dem wir auf Tod und Leben verschworen sind, so wäre wohl das Ende der deutschen Kunst nicht mehr fern gewesen.“
Regelmäßig argumentierte Oberborbeck in Aufsätzen im Sinne der Kulturpolitik des NS-Regimes: Volkslied und Rasse (1936), Musikfahrten, eine musikpolitische Gegenwartsaufgabe (1942) oder Neue Musikerberufe (1942). Diese Haltung versuchte Oberborbeck nach 1945 abzuschwächen und umzudeuten. So begründete er etwa das Ende seiner Direktionszeit in Weimar damit, dass er angeblich als politisch nicht einwandfrei eingestuft und sogar ab 1937 mit Presseverbot belegt wurde. Diese Behauptung ist angesichts der mehrfachen Überprüfungen der politischen Zuverlässigkeit als unglaubwürdig einzustufen: „Man sichert sich also gleich von mehreren Seiten her ab, wirklich nur ‚politisch zuverlässige‘ Lehrer an die Hochschulen zu berufen. Dies ist vor allem im Zusammenhang mit Oberborbeck von Interesse, da an mehreren Stellen immer wieder auf die quasi Dissidentenrolle Oberborbecks gegenüber dem Nationalsozialismus und den daraus resultierenden Schwierigkeiten hingewiesen wird. So soll er per 1. September 1939 aus seinem Weimarer Direktorat angeblich wegen politischer Unzuverlässigkeit entlassen worden sein, und schon seit 1937 soll er bereits Schreibverbot gehabt haben. Die diesbezüglichen Angaben beziehen sich jedoch – sofern sie nicht überhaupt autobiographisch sind – auf persönliche Aussagen Oberborbecks. Aus den entsprechenden Akten – auch jenen im Berlin Document Center – können diese Aussagen, da sich keinerlei Hinweise auf derlei Vorgänge finden, nicht verifiziert werden. Dagegen sprechen mehrere Dokumente, die im Zusammenhang mit Oberborbecks Berufung nach Graz, bzw. in den Prüfungsausschuß zum Inhalt haben, ausdrücklich von einer politischen Unbedenklichkeit des Genannten.“
Nach dem sogenannten Anschluss Österreichs übernahm Oberborbeck 1939 die Leitung der von den Nationalsozialisten gegründeten Hochschule für Musikerziehung in Graz-Eggenberg. In dieser Funktion zeichnete er sich als Verfechter einer „Eindeutschung“ und „künstlerisch-musikalischen Germanisierung“ des slawischen Raumes aus. So erarbeitete er noch vor dem Einmarsch deutscher Truppen in Nordjugoslawien im April 1941 bereits Pläne für musikalische Schulungslager in den zu besetzenden Gebieten. Im August und September 1941 organisierte Oberborbeck sogenannte „Grenzlandeinsätze“ von Studierenden der Grazer Musikhochschule in den besetzten slowenischen Gebieten der Untersteiermark. Auch führte er Studierende wiederholt zur Wehrbetreuung ins besetzte Frankreich und Belgien.
In Graz war Oberborbeck von 1941 bis 1945 zudem Chormeister der zur „Kameradschaft Narvik“ umbenannten Akademischen Sängerschaft Gothia, der er auch nach dem Zweiten Weltkrieg als Alter Herr verbunden blieb. Die konservativ-nationale Studentenverbindung führt ihn immer noch in der Liste der bedeutenden Mitglieder. Zwischen 1940 und 1945 trat Oberborbeck fünfmal als Dirigent im Rahmen des Musikvereins für Steiermark in Erscheinung.

## Netzwerke nach 1945 – Geschichtsfälschung durch Weglassungen
Unmittelbar nach Ende des Zweiten Weltkrieges nahm Oberborbeck Kontakt zu ehemaligen Dozenten und Studierenden der 1944 geschlossenen Hochschule für Musikerziehung Graz-Eggenberg auf. Dafür verschickte er mit Schreibmaschine geschriebene Rundbriefe, die sogenannten Eggenberger Chroniken. Der erste dieser Rundbriefe datiert vom Oktober 1945. 58 weitere folgen bis kurz vor Oberborbecks Tod. Den letzten, Nummer 60 (1. März 1976), verschickte Oberborbecks Sohn Klaus. Bei den von Felix Oberborbeck anfangs in kurzen Abständen verfassten Rundschreiben, zwischen 1945 und 1948 meist zwei bis drei pro Jahr, handelt es sich um eine Mischung aus Informationen zu neuen Tätigkeitsfeldern von Ehemaligen der Grazer Hochschule für Musikerziehung, persönlichen Reflexionen, Berichten über Treffen und Konzerte, aber auch Klatsch und Tratsch. Der Tonfall ist immer wieder nostalgisch, rückblickend, die damalige Gemeinschaft von Lehrenden und Studierenden als „verschworen“ beschreibend: Von „Zauberwort Eggenberg“ ist ebenso die Rede wie vom „Eggenberger Geist“, für den man sich „nicht schämen müsse“. Immer wieder finden sich Begriffe und Wendungen wie „Sehnsucht“, „Treue“ und „Heimweh nach Schloß Eggenberg“. Nachrichten über Lebenszeichen von Vertriebenen oder Kriegsheimkehrern aus den Reihen ehemaliger Studierender und Dozenten werden eingeleitet mit den Worten: „Verlorene Schäflein finden zur Herde zurück.“ Reflexionen über den politischen Hintergrund der von den Nationalsozialisten als Elite-Anstalt gegründeten Hochschule für Musikerziehung Graz-Eggenberg fehlen. Die Rundbriefe sind ausdrücklich als Netzwerk gedacht und erinnern in ihrer Diktion klar an die Sprache des NS-Regimes: „… jeder Knotenpunkt (ist) wertvoll, macht es (Anm.: das Netz) haltbarer und grösser und verhaftet es in den lebendigen, gesunden Urgründen unseres Volkes, an die wir noch immer glauben.“
Unmittelbar nach Ende des Zweiten Weltkriegs bemühte sich Oberborbeck schnell um persönliche Kontaktaufnahme mit politisch Belasteten wie dem Musikwissenschaftler Walter Kolneder (NSDAP-Mitglied seit 1. Mai 1938) oder dem Dirigenten Hermann von Schmeidel (NSDAP-Mitglied vor 1938). 1946 initiierte Oberborbeck anlässlich eines Treffens ehemaliger Dozenten und Studierender der Grazer Hochschule für Musikerziehung in Buchholz bei Hamburg eine Gedenkfeier für den verstorbenen Komponisten Reinhold Heyden (NSDAP-Mitglied seit 1. Mai 1937). Im Rahmen der Veranstaltung las auch der Schriftsteller Hermann Claudius, bekennender Nationalsozialist und Hitler-Verehrer, einige Gedichte. 1947 nahm Oberborbeck an einer privaten Gedenkfeier für den im Krieg gefallenen Musikfunktionär Ludwig Kelbetz (NSDAP-Mitglied seit 1936) teil. Die von Oberborbeck organisierten Treffen von Ehemaligen der 1944 geschlossenen Grazer Hochschule für Musikerziehung erinnern nicht nur von der Namensgebung her stark an die sogenannten Schulungslager während der NS-Zeit. So finden sich etwa im exakt strukturierten Tagesplan des sogenannten „5. Eggenberger musischen Lagers“ im Juni 1947 neben Arbeitsgemeinschaften und Vorträgen auch Elemente wie „musischer Frühsport“ oder „Aufklang (Morgenfeier)“. Unten den Referenten und Kursleitern dieser Treffen waren vorwiegend ehemalige Lehrkräfte der Grazer Hochschule für Musikerziehung, etwa der für Sprecherziehung zuständige Bernd Poieß (NSDAP-Mitglied und Leiter der Kulturabteilung der HJ Mittelland in Halle).
Ein weiteres funktionierendes Netzwerk wird am Beispiel von Oberborbecks Einsatz für den ehemaligen NS-Kulturpolitiker Josef Papesch deutlich. Papesch, Mitglied der NSDAP seit 1. Mai 1938 und von 1938 bis 1944 auch bei der SS, war nach dem sogenannten Anschluss Österreichs einer der Hauptakteure beim Umbau des Steirischen Musikschulwerks im Sinne der Nationalsozialisten, zusammen mit Ludwig Kelbetz, Hanns Holenia und Konrad Stekl, alle drei ebenfalls NSDAP-Mitglieder. Nach dem Krieg wurde Papesch mit Berufsverbot belegt und arbeitete u. a. als Bauarbeiter. Ab 1952 leitete er die rechtsnationale Zeitschrift Die Aula. In seinen Rundbriefen an Ehemalige der Grazer Hochschule für Musikerziehung veröffentlichte Oberborbeck regelmäßig Informationen zu den Lebensumständen von Papesch, die er als ungerecht empfand: „Ob es denen, die solches verantworten, nicht doch ein wenig unbehaglich in ihrer Haut ist? Derweil lesen Tausende seine köstliche Novelle Vater und Sohn bei Reklam, und sein Heimatstück Der Hammerherr wird gewiss zu den bleibenden Dokumenten steirischer Heimatdichtung gehören.“ Als es nach der Verleihung des Rosegger-Literaturpreises an Papesch zu Protesten kam, sprang Oberborbeck dem Preisträger bei. In einem Brief vom 23. August 1963 an das Forum Stadtpark in Graz betonte er die Verdienste und die angebliche konfessionelle Gebundenheit von Papesch. Nicht ganz zufällig war unter anderem der konservative Kulturpolitiker Hanns Koren in der Jury zum Rosegger-Preis. Koren, der nicht zum Lager der Rechtsnationalen innerhalb der Österreichischen Volkspartei gehörte, setzte sich nach dem Krieg dennoch dafür ein, dass einige sehr Belastete recht rasch wieder in hohe Positionen innerhalb des Kulturlebens gelangten, etwa Erich Marckhl (NSDAP-Mitglied seit 1933) als Landesmusikdirektor für Steiermark und späterer Präsident der Musikakademie Graz. Marckhl und Koren hatten sich bereits in den 1920er Jahren in einem sogenannten Grenzlandlager kennen gelernt. Oberborbeck, Koren, Marckhl und Papesch blieben auch nach 1945 in Kontakt. Den Bericht über den Tod von Papesch beschließt Oberborbeck im Dezember 1968 mit: „Wir gedenken seiner in Dankbarkeit.“
In der Zeitschrift für Spielmusik, die Oberborbeck in der Nachfolge von Fritz Jöde leitete, veröffentlichte er neben eigenen Bearbeitungen auch Stücke von Reinhold Heyden und Wilhelm Twittenhoff (Mitgliedschaft in der NSDAP seit 1937) sowie einiger ehemaliger Dozenten der Musikhochschule in Graz-Eggenberg: Walter Kolneder, Theodor Warner oder Walther Wünsch. Als Autor von Lexika-Beiträgen widmet sich Oberborbeck nach 1945 ebenfalls fast ausschließlich Musikern mit NS-Vergangenheit. So verfasste er etwa den Namensartikel zu Ludwig Kelbetz in der ersten Auflage des Steirischen Musiklexikons ohne die „kleinste Anspielung auf die politische Karriere von Kelbetz“. Darüber hinaus verantwortete Oberborbeck im Suppan-Lexikon noch die Namensartikel zu Hanns Holenia, Reinhold Heyden und Theodor Warner, allesamt Mitglieder der NSDAP bzw. stark Belastete, wobei er deren politischen Hintergrund stets aussparte und Werke, die während der NS-Diktatur entstanden waren, in der Regel wegließ oder umbenannte. In einer Stellungnahme zu dem NS-Musikfunktionär Herbert Just (1898–1975), Referent der Reichsmusikkammer, erklärt Oberborbeck 1954: „Gemeinsam mit dem 1945 in Berlin gefallenen Dr. Hans Böttcher hat er die gesamte musikerzieherische Arbeit der Reichsmusikkammer frei von jeder politischen Beeinflussung und einer Nazisierung gehalten.“ Darin erkennt Fred K. Prieberg klar die Absicht von Geschichtsfälschung.
Ebenfalls geprägt von Auslassungen der politischen Einstellung sind viele musikwissenschaftliche Artikel über Oberborbeck selbst. So werden weder im Österreichischen Musiklexikon online noch im Katalog der Landesausstellung Musik und auch nicht in der Neuauflage des Steirischen Musiklexikons die NSDAP-Mitgliedschaft Oberborbecks oder dessen kulturpolitischen Aufsätze während der NS-Zeit erwähnt.
In der Festschrift anlässlich des 70. Geburtstages von Oberborbeck sind überwiegend Autoren versammelt, die während der NS-Diktatur Karriere machten und diese auch nach 1945 fortsetzen konnten: Fritz Piersig (NSDAP seit 1937), Richard Münnich (NSDAP seit 1932), Bernd Poieß, Wolfgang Stumme (NSDAP seit 1. Mai 1937), Leo Rinderer (ehemals Student an der Hochschule für Musikerziehung in Graz-Eggenberg), Joseph Müller-Blattau (NSDAP seit 1. Mai 1933), Karl Marx (komponierte viele Lieder für HJ-Liederblätter), Walter Kolneder, Franz Maria Kapfhammer (ehemals Verwalter der Hochschule für Musikerziehung in Graz-Eggenberg), Herbert Just (NS-Funktionär/Reichsmusikkammer), Johanna Blum (ehemals Studentin an der Hochschule für Musikerziehung in Graz-Eggenberg).